# Тока Салчак Калбакхорекович
То́ка Салча́к Калбакхоре́кович (Салча́к То́ка Сура́сович, То́ка Салча́к Калба́к-Хоре́кович, Кол Тиики) — тивинський радянський державний діяч та письменник, член Тувинської народно-революційної партії (ТНРП) з 1929 року, член КПРС з 1944 року, Герой Соціалістичної Праці (1971). Кандидат у члени ЦК КПРС у 1952—1971 роках. Член ЦК КПРС у 1971—1973 роках. Депутат Верховної Ради СРСР 1—8-го скликань.

## Біографія
Салчак Тока народився в містечку Мерген (сучасне село Сариг-Сеп) в Туві. В 1910–1921 роках батрачив, в 1922–1924 роках працював кур'єром. В 1921 році почав активно брати участь у підтримці Росією незалежності Туви від Китаю. В 1924–1925 роках служив в Тувинській народно-революційній армії. В 1925–1929 роках навчався в Комуністичному університеті трудящих Сходу імені І. В. Сталіна у Москві. 1929 року був одним із керівників прорадянського державного перевороту в Туві, займав різні пости в ТНР. В 1929–1932 роках був другим секретарем, а в 1932–1944 роках — першим секретарем ЦК ТНРП. В кінці 1930-их років провів політичні репресії на кшталт радянських, в ході яких були засуджені як «японські шпигуни» і розстріляні прем'єр-міністр Туви Сат Чурмит-Дажи та інші керівники держави.
Після приєднання Туви до СРСР став першим секретарем Тувинського обкому ВКП(б) і фактично керував Тувою до смерті. В 1952–1971 роках — кандидат в члени ЦК КПРС, з 1971 року — член ЦК КПРС. Депутат ВР СРСР 1-8 скликань з 1945 року. Депутат ВР РРФСР та Тувинської ОР. Мав військове звання генерал-лейтенанта Збройних сил СРСР. Салчак Тока помер 11 травня 1973 року, похоронений в Кизилі.

## Особисте життя
Його дружина Хертек Амирбітівна Анчимаа-Тока також була тувинським радянським діячем.

## Нагороди
Нагороди — Сталінська премія (1950), 7 орденів Леніна, орден Трудового Червоного Прапора, 3 ордени ТНР та медалі. Єдиний кавалер семи орденів Леніна серед усіх перших секретарів обкомів і крайкомів КПРС.

## Письменник
Салчак Тока вважався також засновником тувинської радянської літератури. Його розповіді з'явились в друці ще в 1930-ті роки, в 1938 році опублікована його п'єса «Три роки на посту секретаря осередку», в 1943 році — повість «В берестяному чумі». Повість «До великого прогу», розповідь «Полювання на вовків» та інші. Автобіографічна повість «Слово арата» в трьох книгах (1950, 1956, 1964) отримала Сталінську премію третього ступеня. Документальна повість «Чого не побачив батько — син побачить» (1963).

## Пам'ять
Низка населених пунктів має вулиці, названі на честь Салчака Токи, йому встановлено пам'ятники.

## Цікаві факти
До 1944 року фігурував в документах як Тока Салчак Сурасович, пізніше як Тока Салчак Калбакхорекович. Був хрещений в православній церкві, став хрещеним батьком російської дівчинки Міладори. Був обвінчаний з прийманою дочкою старообрядця.